# George Herbert Pethybridge
George Herbert Pethybridge (1871 - 23 mai 1948) est un botaniste et mycologue britannique, qui fut pendant de nombreuses années une autorité en matière de pathologie végétale en Grande-Bretagne. Il est issu d'une famille bien connue dans les milieux juridique, médical, et financier des Cornouailles. Il a poursuivi ses études au Dunheved College à Launceston et à l'université du Pays de Galles à Aberystwyth. Une grande partie de sa carrière scientifique se déroula dans le « laboratoire de phytopthologie » du ministère de l'Agriculture du Royaume-Uni.

## Biographie
On lui doit notamment la première description, en 1913, de la maladie de la pourriture rose chez la pomme de terre et l'identification de son agent causal, le champignon Phytophthora erythroseptica.

## Publications
- 1903 :The Leaf-spots of Arum maculatum. Irish Nat. ; 12. 7 pp.
- 1910 : Investigations on potato diseases. Ed. Cornell University
- 1916 : The Verticillium disease of the potato. Sci. Proc. of the Royal Dublin Soc. N.S. 15: 63-92
- 1919 : A destructive disease of seedling trees of Thuja gigantea Nutt. Quarterly J. of Forestry 13: 93-97
- 1919 : Notes on some saprophytic species of fungi associated with diseased potato plants and tubers. Trans. of the British Mycological Soc. 6: 104-120

## Livres
- 1899 : Beiträge zur Kenntnis der Einwirkung der anorganischen Salze auf die Entwicklung und den Bau der Pflanzen . Ed. Kaestner. 95 pp.
- 1905 : The vegetation of the district lying south of Dublin: (Pl. 7-12.). Volumen 25, Nº 6 de Proceedings of the Royal Irish Academy. Ed. Hodges, Figgis & Co. 57 pp.
- 1929 : Report on the occurrence of fungus, bacterial and allied diseases of crops in England and Wales, for the years 1925, 1926 and 1927. Nº 70 de Miscellaneous publications (Great Britain. Ministry of Agriculture and Fisheries). 75 pp.

## Distinctions
Il fut président de la Société mycologique britannique en 1926.